# Plavia
Plavia, già Plavia Monte d'Oro (in sloveno Plavje), è un insediamento di 500 abitanti del comune sloveno di Capodistria, situato nell'Istria settentrionale.
La località è situata a sud-est della penisola muggesana a ridosso del confine italiano (dal quale dista 1,1 chilometri) a 84,7 metri s.l.m. su una piccola collina dalla quale è possibile vedere tutta la città di Trieste e il suo golfo.
La borgata fino al 1700 era chiamata, su tutti i documenti, atti e registri, con il nome di Plaula. Il nome Plavia deriva probabilmente dalla strada romana via Flavia che venendo da Vignano giungeva ad Albaro Vescovà.

La chiesa del paese, del 1885, ha un campanile a base quadrata con alta cuspide conica su base ottagonale.

L'insediamento (naselje) è anche costituito dagli agglomerati di: Badica (Badiha), Bella Vista (Dogani), Belpoggio (Beloglav) e Pubarli (Pubarli).
Durante il dominio asburgico fu comune autonomo comprendente anche le frazioni dell'attiguo comune di Muggia di Noghere, Vignano e la parte orientale di Stramare; passò poi al comune di Muggia.
Il 1º dicembre 1942, a Plavia venne formata la prima cellula del Fronte di liberazione sloveno (Osvobodilna fronta) in Istria, e durante tutta la seconda guerra mondiale, il paese fu un importante centro di resistenza antifascista.
Dopo la seconda guerra mondiale, tra il giugno 1945 e il settembre 1947, la frazione venne a trovarsi ad ovest della Linea Morgan che in seguito, in questa parte dell'Istria venne a coincidere fino all'autunno 1954 con la linea di demarcazione tra zona A e B del Territorio Libero di Trieste. Il suo territorio rientrò nella Zona A fino al 1954, allorché venne annessa alla Jugoslavia a seguito della modifica confinaria imposta dal Memorandum di Londra, che tolse al comune di Muggia una striscia di territorio di circa 10 km² da Plavia fino al mare presso Punta Grossa (Debeli Rtič). Questo atto provocò l'esodo in Italia di oltre 3500 persone, gran parte dei locali residenti, sia italofoni sia numerosi slovenofoni.

## Alture principali
Vršič, 152 m.

## Corsi d'acqua
- torrente Rabuiese (Škofijski potok);
- torrente Menariolo (Vinjanski potok);
- Kortinski potok.